# Ветерник (Нови Сад)
Ветерник је насељено место које се налази у саставу града Новог Сада у Јужнобачком округу. Ветерник представља комбинацију урбане и руралне средине. Према попису из 2022. било је 18.849 становника.

## Положај и делови насеља
Ветерник је лоциран западно од Новог Сада, источно од футога, северно од реке Дунав и јужно од Руменке. Североисточно, источно и југоисточно од Ветерника налазе се градске четврти Новог Сада Сајлово, Југовићево, Ново Насеље (Бистрица), Сателит, Телеп, Липов Гај, Адице и Камењар. Јужно од Ветерника, преко Дунава, налази се насеље Раковац.
У саставу Ветерника налазе се делови овог насеља под називима Пасуљиште, Брег и Ветерничка Рампа.
Границе месне заједнице Ветерник идентичне су границама насељеног места Ветерник, док катастарска општина Ветерник, поред насеља Ветерник, обухвата и југозападне делове Новог Сада (Липов Гај, Адице, Камењар, део Каменичког острва).

## Историја
Пре Првог светског рата, на овом месту је постојао Нови мајур у власништву грофова Котек. На њему је 1910. године регистровано 272 становника.
Ветерник је основан 1923. године као насеље за ратне војне инвалиде-ветеране из Првог светског рата, који су се борили на планини Ветерник у Македонији. Тадашњи Ветерник имао је свега две улице. Изграђене куће биле су типске, а неке од њих су и данас аутентичне.
По завршетку Првог светског рата, краљ Александар је својим добровољцима, који су, учествујући у великој бици против бугарских снага, били трајно ослепљени нервним гасом, доделио земљу у околини Новог Сада, а на подручју данашњег Ветерника. Ти Солунци и њихове породице су населиле плодну равницу, пустару Нови Мајур и створили заметак овог насеља. Железничка станица Хотеково, названа по оближњем имању грофа Хотека, преименована је у Ветерник у мају 1923, по предлогу управе Дома слепих инвалида у Земуну.
Насеље Ветерник је настало на експроприсаном имању грофова Котек. За градњу насеља изабран је Нови мајур, који се оријентационо налазио на месту савремене основне школе. Јужно од мајура била је железничка пруга Нови Сад - Бачка Паланка и ново насеље је изграђено уз њу. Железничка пруга је 1970. године измештена северно од Ветерника и сада он нема железничку станицу.
Насељавање Ветерника је трајало од 1923. до 1937. године. Насељеници су се прво настанили у зграде старог мајура, а 1928. године почиње изградња нових кућа. Југозападно од Ветерника изграђен је други део насеља зван Пасуљиште. То су биле две улице јужно од пута Нови Сад - Бачка Паланка. Пасуљиште је основало око 50 сиромашних породица из Футога. Насеља Ветерник и Пасуљиште су убрзо административно спојена, а статус самосталног насеља Ветерник добија после Другог светског рата.
Половином 20. века Ветерник је био мало насеље. Године 1948. у њему је живело 789, а 1953. године 846 становника. Након пописа из 1953, градске власти откупљују земљиште источно од Ветерника и парцелишу га за градњу типских кућа. Куће су биле двојне, покривене салонитом, а имале су веома ниске таване. Градња је била најинтензивнија после 1962. године, а потрајала је до 1968. Нагло ширење насеља је изазвало и пораст броја становника; 1971. године у Ветернику је живело 5.730 лица.
После организоване градње типских кућа за раднике новосадских предузећа, дозвољена је и слободна градња. Околна земљишта су испарцелисана и власници су их слободно продавали. Тада је већ порастао стандард становника и почиње градња већих и боље опремљених кућа. Градња је добила такав замах да је Ветерник до 2002. године порастао на 18.626 становника. Упоредо са повећањем броја становника, мењао се и карактер насеља. 1953. године, 65,4% активног становништва Ветерника бавило се пољопривредом, да би до 1991. године тај удео био смањен на свега 2,8%.

## Карактеристике насеља
Код Ветерника је најзаступљенија стамбена функција. У насељу постоје две основне школе, три предшколске установе, апотеке, пошта, банке, фризерски салони, пекаре, месаре, цвећара, пијаца, итд. Од привреде, ту постоје складишта, бакалнице, супермаркети, продавнице грађевинског материјала и приватна предузећа од којих се највише њих бави трговином. Највише таквих предузећа је дуж пута ка Новом Саду.
У првим фазама развоја ово је било типично двојно насеље, чинили су га издвојени Ветерник и Пасуљиште. Овако велико насеље, које је на западу спојено са Футогом, а на истоку са Новим Садом, има формални центар дуж улице Краља Петра Првог.На периферији старог дела насеља налазе се основна школа, обданиште и дом здравља. Остале јавне службе су у најјужнијој улици уз паланачки пут. Ту су пошта, месна канцеларија, пијаца и неколико продавница.

## Образовно-културне институције
Од образовних установа у Ветернику постоје ОШ „Михајло Пупин“, ОШ „Марија Трандафил“, као и три вртића „Златокоса“, „Рода“, „Камичак“. Средње образовање становници Ветерника похађају у Новом Саду и Бачкој Паланци.
Од културних установа у Ветернику постоје Културно-привредни центар (КПЦ), Културно-уметничко друштво „Сава Вукосављев", те Фолклорно удружење „Велико коло“ — за узраст од 3 до 77 година.
Ветерничка црква посвећена „Св. Симеону Мироточивом“ спада међу најлепше верске објекте у Србији саграђене крајем 20. века.
Од специјалних, постоји јединствена и највећа установа у Србији: Дом за децу и омладину ометену у развоју.
Овде се налази Босанска брвнара с етнографском збирком.

## Здравствене институције
У Ветернику постоји велики Дом здравља и у оквиру истог више различитих диспанзера.Поред зубарске ординације у Дому здравља, постоје још две у склопу Основне школе „Михајло Пупин” и Основне школе „Марија Трандафил”.

## Спорт
На граници Ветерника са новосадским насељем Адице се налази Спортски центар „Вујадин Бошков“, тренажна и боравишна база фудбалског клуба „Војводина“ из Новог Сада, са 6 травнатих терена. У насељу постоје спортски клубови ФК Ветерник, КК Ролинг, KK Ветерник и ОК Рељић.
Од познатих личности из света спорта у Ветернику живе браћа Качар (најпознатија спортска породица у Србији), Тадија (1956) и Слободан (1957), професор физичке културе; Тадија је Магистар спорта и физичке културе. Освајачи су највреднијих трофеја у боксерском спорту, олимпијских, светских, европских, медитеранских и балканских медаља. Слободан је постао и професионални светски првак ИБФ федерације, 21.12.1985. (Пезаро, Италија); проглашен је за најбољег спортисту АП Војводине XX века, 2001. год.
Ненад (Тадија) Качар (1982), ватерполиста, дипломирао на факултету техничких наука, клупски првак Европе са ВК Бечеј (Бечеј, Србија), 2000. године. Од 2006. игра у Катанији на острву Сицилија у Италији.
Гојко (Срето) Качар (1987) фудбалер, ФК Војводина Нови Сад, ФЦ Херта Берлин, ХСВ Хамбург. Репрезентативац Србије, 2. место, Европско првенство за младе 2007.

## Становништво
У насељу Ветерник живи 18.626 пунолетних становника, а просечна старост становништва износи 35,1 година (34,4 код мушкараца и 35,8 код жена). У насељу има 5.323 домаћинства, а просечан број чланова по домаћинству је 3,39.
Ово насеље је углавном насељено Србима (према попису из 2002. године). Становништво Ветерника је између два пописа (1991. и 2002. године) порасло за скоро 100 процената. Године 1991. у насељу је живео 10.271 становник док је 2002. године било 18.626 становника. Овај пораст броја становника је последица грађанског рата у Хрватској и у Босни и Херцеговини, као и послератних исељавања из тих држава. Што се тиче националних мањина, у Ветернику живе Мађари, Роми, Хрвати и Словаци.
|             | \| Демографија[4][5] \| Демографија[4][5] \| Демографија[4][5] \| \| Година \| Становника \| Становника \| \| ----------------- \| ----------------- \| ----------------- \| \| 1948. \| 789 \| \| \| 1953. \| 846 \| \| \| 1961. \| 1.908 \| \| \| 1971. \| 5.730 \| \| \| 1981. \| 9.556 \| \| \| 1991. \| 10.271 \| 9.899 \| \| 2002. \| 18.626 \| 19.278 \| \| 2011. \| 17.454 \| \| \| 2022. \| 18.849 \| \| |            |
| Демографија | |            |
| Година      | Становника | Становника |
| 1948.       | 789 |            |
| 1953.       | 846 |            |
| 1961.       | 1.908 |            |
| 1971.       | 5.730 |            |
| 1981.       | 9.556 |            |
| 1991.       | 10.271 | 9.899      |
| 2002.       | 18.626 | 19.278     |
| 2011.       | 17.454 |            |
| 2022.       | 18.849 |            |

| Етнички састав према попису из 2002.‍ | Етнички састав према попису из 2002.‍ | Етнички састав према попису из 2002.‍ | Етнички састав према попису из 2002.‍ | Етнички састав према попису из 2002.‍ |
| ------------------------------------ | ------------------------------------ | ------------------------------------ | ------------------------------------ | ------------------------------------ |
|                                      |                                      |                                      |                                      |                                      |
| Срби                                 | Срби                                 |                                      | 15.015                               | 80,61%                               |
| Мађари                               | Мађари                               |                                      | 473                                  | 2,53%                                |
| Југословени                          | Југословени                          |                                      | 261                                  | 1,40%                                |
| Хрвати                               | Хрвати                               |                                      | 235                                  | 1,26%                                |
| Роми                                 | Роми                                 |                                      | 208                                  | 1,11%                                |
| Муслимани                            | Муслимани                            |                                      | 196                                  | 1,05%                                |
| Црногорци                            | Црногорци                            |                                      | 185                                  | 0,99%                                |
| Русини                               | Русини                               |                                      | 121                                  | 0,64%                                |
| Словаци                              | Словаци                              |                                      | 88                                   | 0,47%                                |
| Македонци                            | Македонци                            |                                      | 68                                   | 0,36%                                |
| Албанци                              | Албанци                              |                                      | 63                                   | 0,33%                                |
| Украјинци                            | Украјинци                            |                                      | 30                                   | 0,16%                                |
| Словенци                             | Словенци                             |                                      | 22                                   | 0,11%                                |
| Горанци                              | Горанци                              |                                      | 16                                   | 0,08%                                |
| Румуни                               | Румуни                               |                                      | 14                                   | 0,07%                                |
| Бугари                               | Бугари                               |                                      | 12                                   | 0,06%                                |
| Бошњаци                              | Бошњаци                              |                                      | 10                                   | 0,05%                                |
| Немци                                | Немци                                |                                      | 9                                    | 0,04%                                |
| Чеси                                 | Чеси                                 |                                      | 7                                    | 0,03%                                |
| Руси                                 | Руси                                 |                                      | 3                                    | 0,01%                                |
| Буњевци                              | Буњевци                              |                                      | 3                                    | 0,01%                                |
| Власи                                | Власи                                |                                      | 1                                    | 0,00%                                |
| непознато                            | непознато                            |                                      | 292                                  | 1,56%                                |

| \| \| м \| \| \| ж \| \| ? \| 38 \| \| \| 34 \| \| 80+ \| 41 \| \| \| 92 \| \| 75—79 \| 103 \| \| \| 144 \| \| 70—74 \| 206 \| \| \| 275 \| \| 65—69 \| 369 \| \| \| 432 \| \| 60—64 \| 500 \| \| \| 471 \| \| 55—59 \| 374 \| \| \| 429 \| \| 50—54 \| 590 \| \| \| 633 \| \| 45—49 \| 723 \| \| \| 740 \| \| 40—44 \| 705 \| \| \| 697 \| \| 35—39 \| 764 \| \| \| 780 \| \| 30—34 \| 717 \| \| \| 760 \| \| 25—29 \| 726 \| \| \| 753 \| \| 20—24 \| 737 \| \| \| 718 \| \| 15—19 \| 708 \| \| \| 673 \| \| 10—14 \| 683 \| \| \| 692 \| \| 5—9 \| 639 \| \| \| 617 \| \| 0—4 \| 559 \| \| \| 504 \| \| Просек : \| 34,4 \| \| \| 35,8 \| |      |  |  |      |
| |      |  |  |      |
| | м    |  |  | ж    |
| ? | 38   |  |  | 34   |
| 80+ | 41   |  |  | 92   |
| 75—79 | 103  |  |  | 144  |
| 70—74 | 206  |  |  | 275  |
| 65—69 | 369  |  |  | 432  |
| 60—64 | 500  |  |  | 471  |
| 55—59 | 374  |  |  | 429  |
| 50—54 | 590  |  |  | 633  |
| 45—49 | 723  |  |  | 740  |
| 40—44 | 705  |  |  | 697  |
| 35—39 | 764  |  |  | 780  |
| 30—34 | 717  |  |  | 760  |
| 25—29 | 726  |  |  | 753  |
| 20—24 | 737  |  |  | 718  |
| 15—19 | 708  |  |  | 673  |
| 10—14 | 683  |  |  | 692  |
| 5—9 | 639  |  |  | 617  |
| 0—4 | 559  |  |  | 504  |
| Просек : | 34,4 |  |  | 35,8 |

| Година пописа     | 1948. | 1953. | 1961. | 1971. | 1981. | 1991. | 2002. |
| ----------------- | ----- | ----- | ----- | ----- | ----- | ----- | ----- |
| Број домаћинстава | 212   | 222   | 542   | 1.588 | 2.828 | 2.946 | 5.323 |

| Број чланова      | 1   | 2     | 3     | 4     | 5   | 6   | 7  | 8  | 9  | 10 и више | Просек |
| ----------------- | --- | ----- | ----- | ----- | --- | --- | -- | -- | -- | --------- | ------ |
| Број домаћинстава | 533 | 1.058 | 1.181 | 1.595 | 551 | 238 | 91 | 47 | 14 | 15        | 3,39   |

| Пол    | Укупно | Неожењен/Неудата | Ожењен/Удата | Удовац/Удовица | Разведен/Разведена | Непознато |
| ------ | ------ | ---------------- | ------------ | -------------- | ------------------ | --------- |
| Мушки  | 7.301  | 2.364            | 4.591        | 184            | 158                | 4         |
| Женски | 7.631  | 1.884            | 4.688        | 827            | 228                | 4         |
| УКУПНО | 14.932 | 4.248            | 9.279        | 1.011          | 386                | 8         |

| Пол    | Укупно                    | Пољопривреда, лов и шумарство | Рибарство                            | Вађење руде и камена | Прерађивачка индустрија       |
| ------ | ------------------------- | ----------------------------- | ------------------------------------ | -------------------- | ----------------------------- |
| Мушки  | 3.289                     | 105                           | 0                                    | 3                    | 820                           |
| Женски | 2.561                     | 58                            | 1                                    | 0                    | 493                           |
| Укупно | 5.850                     | 163                           | 1                                    | 3                    | 1.313                         |
|        |                           |                               |                                      |                      |                               |
| Пол    | Производња и снабдевање   | Грађевинарство                | Трговина                             | Хотели и ресторани   | Саобраћај, складиштење и везе |
| Мушки  | 49                        | 413                           | 711                                  | 94                   | 448                           |
| Женски | 15                        | 66                            | 697                                  | 107                  | 83                            |
| Укупно | 64                        | 479                           | 1.408                                | 201                  | 531                           |
|        |                           |                               |                                      |                      |                               |
| Пол    | Финансијско посредовање   | Некретнине                    | Државна управа и одбрана             | Образовање           | Здравствени и социјални рад   |
| Мушки  | 25                        | 115                           | 138                                  | 78                   | 75                            |
| Женски | 69                        | 133                           | 70                                   | 172                  | 458                           |
| Укупно | 94                        | 248                           | 208                                  | 250                  | 533                           |
|        |                           |                               |                                      |                      |                               |
| Пол    | Остале услужне активности | Приватна домаћинства          | Екстериторијалне организације и тела | Непознато            | Непознато                     |
| Мушки  | 133                       | 1                             | 0                                    | 81                   | 81                            |
| Женски | 109                       | 2                             | 0                                    | 28                   | 28                            |
| Укупно | 242                       | 3                             | 0                                    | 109                  | 109                           |

## Галерија
- Православна црква у Ветернику
- Месна канцеларија у Ветернику
- Библиотека у Ветернику
- Основна школа Михајло Пупин у Ветернику
- Дом здравља у Ветернику
- Дом за децу и омладину ометену у развоју у Ветернику
- Стадион ФК Ветерник
- Гробље у Ветернику
- Насеље Липов Гај, на граници Ветерника и Адица
- На кеју у Ветернику